# Concertino per a piano (Harutiunian)
El Concertino per a piano i orquestra en tres moviments va ser compost per Aleksandr Harutiunian el 1951, dedicat a la seva filla Narine.
El Concertino per a piano reflecteix l’etapa inicial d’Aleksandr Harutiunian, amb un estil vitalista i líric típic de la postguerra soviètica, però allunyat de l’optimisme propagandístic. Sense requerir gran virtuosisme, l’obra demana sensibilitat, articulació i imaginació. Tot i inspirar-se en la tradició musical armènia, Harutiunian desenvolupa un llenguatge propi mitjançant variacions motíviques, ritmes populars i textures canviants. El Concertino combina formes clàssiques amb episodis de romanticisme idíl·lic, mantenint-se coherent al llarg dels tres moviments.

## Moviments
Consta de tres moviments:
- I Allegro
- II Andante
- III Allegro vivace

El Concertino s’estructura en tres moviments: el primer, en forma sonata-Allegro, té un caràcter lleuger i humorístic amb influències de cançons populars armènies; el segon, un Andante, presenta una textura més seriosa i desenvolupada; i el tercer, un Allegro vivace, sintetitza el conjunt amb una orquestració plena de color i varietat.